# Celestus anelpistus
Celestus anelpistus är en ödleart som beskrevs av  Schwartz GRAHAM och DUVAL 1979. Celestus anelpistus ingår i släktet Celestus och familjen kopparödlor. IUCN kategoriserar arten globalt som akut hotad. Inga underarter finns listade i Catalogue of Life.